# Mischocyttarus paraguayensis
Mischocyttarus paraguayensis är en getingart som beskrevs av Zikan 1935. Mischocyttarus paraguayensis ingår i släktet Mischocyttarus och familjen getingar. Inga underarter finns listade i Catalogue of Life.